# Мунтонья-да-Шонс
Мунтонья-да-Шонс (ромш. Muntogna da Schons) — громада  в Швейцарії в кантоні Граубюнден, регіон Віамала.

## Географія
Громада розташована на відстані близько 155 км на схід від Берна, 26 км на південь від Кура.
Мунтонья-да-Шонс має площу 53,6 км², з яких на 1,1% дозволяється будівництво (житлове та будівництво доріг), 55,5% використовуються в сільськогосподарських цілях, 16,9% зайнято лісами, 26,5% не є продуктивними (річки, льодовики або гори).

## Демографія
2019 року в громаді мешкало 360 осіб (-0,3% порівняно з 2010 роком), іноземців було 4,4%. Густота населення становила 7 осіб/км².
За віковим діапазоном населення розподілялося таким чином: 19,2% — особи молодші 20 років, 59,4% — особи у віці 20—64 років, 21,4% — особи у віці 65 років та старші. Було 158 помешкань (у середньому 2,3 особи в помешканні).
Із загальної кількості 254 працюючих 113 було зайнятих в первинному секторі, 5 — в обробній промисловості, 136 — в галузі послуг.